# Anchiroe (Gattin des Penthilos)
Anchiroë (altgriechisch Ἀγχιρόη Anchiróē) ist eine Gestalt der griechischen Mythologie.
Laut Hellanikos von Lesbos war Anchiroë die Frau des Neleiden Penthilos und von diesem die Mutter des Andropompos, während bei Pausanias Boros als Sohn des Penthilos genannt wird und der Vater des Andropompos war.
Als Mutter des Andropompos ist sie Großmutter des Melanthos, des Begründers der mythischen Königsdynastie der Melanthiden in Athen, die dort die lange Herrschaft der Kekropiden beendeten.